# Lamb to the Slaughter
"Lamb to the Slaughter" (1953) es una historia escrita por Roald Dahl. Fue inicialmente rechazada, junto con otras cuatro historias, por The New Yorker, y fue finalmente publicada por la revista Harper's Magazine en septiembre de 1953. Fue adaptada a un episodio de Alfred Hitchcock Presents protagonizado por Barbara Bel Geddes. Originalmente transmitido el 13 de abril de 1958, fue uno de los 17 únicos episodios del programa dirigidos por el propio Hitchcock. La historia fue posteriormente adaptada a la serie de televisión británica de Dahl, Tales of the Unexpected. También, la historia fue incluida por Dahl en su colección de cuentos cortos Someone like You.
"Lamb to the Slaughter" demuestra la fascinación de Dahl con el género de horror (con elementos de comedia negra), la cual es vista en sus libros de ficción para adultos y en sus historias para niños. La historia fue supuestamente sugerida a Dahl por su amigo Ian Fleming: "¿Por qué no tienes a una mujer que asesine a su esposo con una pierna congelada de cordero, la cual luego sirva como cena a los detectives que investigan el asesinato?".

## Resumen
Mary Maloney, una ama de casa dedicada en crear un hogar para su marido y embarazada de su primer hijo, espera la llegada de su esposo, Patrick, de su trabajo como detective de la policía local. Mary es muy feliz en su matrimonio, y piensa que su esposo igual. Cuando Patrick llega, Mary lo nota extrañamente distante y asume que es por el cansancio del trabajo. Luego de beber de más, Patrick le revela a Mary por qué actúa extraño. Al lector sólo se le cuenta una parte de la conversación, explícitamente de que Patrick se asegurará de que "vean y procuren" por Mary, pero la clara implicación es que él la abandonará (y a su hijo por nacer) por otra mujer.
Al parecer, en un trance, Mary saca una gran pierna de cordero del congelador para cocinar la cena. Patrick, de espaldas a Mary, le dice molesto que no prepare la cena, ya que va a salir . Mientras que él está mirando por la ventana, de repente, como si ella actuara sin pensar, Mary golpea a Patrick en la parte posterior de la cabeza con la pierna de cordero congelada, matándolo instantáneamente.
Mary se da cuenta de que Patrick está muerto y empieza, de una manera fría y práctica, a reflexionar lo recién ocurrido. Empieza por considerar al bebé, ella no sabe cómo la ley trata a una asesina embarazada, por lo que no condenará a su hijo. Cocina la pierna de cordero que usó como arma y la mete al horno para destruir la evidencia. Luego considera una coartada. Después de practicar una con una alegre máscara y expresiones para conversar, se va a visitar al señor de la tienda, para comprar unas verduras, para tener una conversación amena sobre lo que preparará a su esposo para cenar. A su llegada a su casa practica caras frente al espejo para evitar ser descubierta. Y al entrar al cuarto en donde su esposo se encontraba muerto en el piso, comenzó a actuar sorprendida y desesperada. Posteriormente, le habla a la policía.
Cuando llega la policía (quienes son amigos de su esposo), le hacen unas preguntas a Mary y examinan la escena del crimen. Excluyendo a Mary de la lista de sospechosos, la policía concluye que un intruso mató a Patrick, con un gran y voluminoso objeto, hecho de metal. Después de hacer una búsqueda infructuosa por la casa y sus alrededores, le recuerdan a Mary que la pierna está casi hecha, y se la ofrece a los policías. Señala que ya han estado trabajando más allá de la hora de la cena y que de lo contrario la carne se va a echar a perder ; dudan, pero aceptan. Durante la cena, los policías discuten la posible ubicación del arma homicida. Uno de los agentes, con la boca llena de carne, dice que el arma esté "probablemente delante de nuestras propias narices ". Mary al oír esto, comienza a reír nerviosamente.

## Adaptación enAlfred Hitchcock Presents
En la versión televisada para AHP, Hitchcock sitúa la historia en un supermercado, donde se le da una multa por "bloquear el pasillo en hora pico", aunque él dice haber estado en el carril lento. La audiencia escucha la declaración de Patrick de que va a abandonar a Mary, interpretada por Barbara Bel Geddes, por otra mujer. Al final del programa, Hitchcock explica que Mary Maloney fue finalmente atrapada después de tratar de deshacerse de su segundo marido de la misma manera, porque "él era muy olvidadizo y se olvidó de conectar el congelador", haciendo la carne "suave como gelatina"
Este episodio aparece en los dos discos de la edición especial del DVD de Hitchcock, Psycho.
Serial Mom puede ser vista como inspiración del trabajo de Roald Dahl, donde la madre también utiliza una pierna de cordero y su posición en la familia para protestar su inocencia en el asesinato.

## Adaptación enTales of the Unexpected
En 1979, la historia fue adaptada por Robin Chapman para la serie de televisión de Roald Dahl, Tales of the Unexpected, con Susan George as Mary.